# Lista de municípios de Mato Grosso do Sul por densidade demográfica
Está é uma lista de cidades do Mato Grosso do Sul por Densidade Demográfica, segundo os dados do Censo 2022, divulgado pelo IBGE.

## Municípios
| Posição | Município                | Densidade |
| ------- | ------------------------ | --------- |
| 1       | Campo Grande             | 111,11    |
| 2       | Fátima do Sul            | 65,36     |
| 3       | Ladário                  | 60,75     |
| 4       | Dourados                 | 59,91     |
| 5       | Mundo Novo               | 40,12     |
| 6       | Vicentina                | 20,28     |
| 7       | Douradina                | 19,89     |
| 8       | Itaporã                  | 17,98     |
| 9       | Ponta Porã               | 17,17     |
| 10      | Naviraí                  | 15,82     |
| 11      | Caarapó                  | 14,47     |
| 12      | Ivinhema                 | 13,89     |
| 13      | Três Lagoas              | 12,93     |
| 14      | Jardim                   | 11,28     |
| 15      | Nova Andradina           | 10,18     |
| 16      | Aparecida do Taboado     | 10,06     |
| 17      | Bataguassu               | 9,63      |
| 18      | Chapadão do Sul          | 9,53      |
| 19      | Rio Brilhante            | 9,44      |
| 20      | Itaquiraí                | 9,41      |
| 21      | Amambai                  | 9,38      |
| 22      | Sidrolândia              | 8,95      |
| 23      | Maracaju                 | 8,35      |
| 24      | Anastácio                | 8,28      |
| 25      | São Gabriel do Oeste     | 7,68      |
| 26      | Paranaíba                | 7,58      |
| 27      | Costa Rica               | 6,26      |
| 28      | Cassilândia              | 5,74      |
| 29      | Nova Alvorada do Sul     | 5,42      |
| 30      | Coxim                    | 5,03      |
| 31      | Miranda                  | 4,67      |
| 32      | Bela Vista               | 4,41      |
| 33      | Bonito                   | 4,40      |
| 34      | Aquidauana               | 2,74      |
| 35      | Rio Verde de Mato Grosso | 2,42      |
| 36      | Corumbá                  | 1,49      |
| 37      | Ribas do Rio Pardo       | 1,34      |